# چاکونان
چاکونان (به ژاپنی: 嫡男) یا چاکوشی، در ژاپن به‌طور کلی به بزرگ‌ترین فرزند پسر متولد شده از یک سی‌شیتسو (همسر اصلی) اشاره دارد. اگر دختر باشد چاکوجو نامیده می‌شود.
گاهی آن را با پسر ارشد یکی دانسته می‌شود، حتی اگر پسر ارشد فرزند یک سوکوشیتسو (زن غیر اصلی) باشد اما پسر ارشد و چاکونان لزوماً یکسان نیستند، زیرا زمانی که یک برادر کوچکتر که از همسر اصلی متولد می‌شد ممکن بود او «چاکونان» نامیده شود. به نسلی که از طریق چاکونان ادامه پیدا می‌کرد نسب مستقیم یا چاکوریو گفته می‌شد. به ویژه به پسر ارشدی که پسر همسر اصلی نبود، شوشی نیز گفته می شد. پسر بزرگ یک چاکونان  «چاکوسون» (نوه ارشد) نام دارد. 

## فرزندخواندگی در پایان عمر
تا اوایل دوره ادو فرزندخواندگی در پایان عمر سیستمی بود که یک رهبر فئودالی بر اثر بیماری یا جراحت بدون داشتن فرزند چاکونان (فرزندی که وارث می‌شود) در آستانه مرگ بود یا فرزندخوانده ای که برای جلوگیری از انقراض خانواده در اسرع وقت به فرزندی پذیرفته می‌شد. این یک استثناء اضطراری بود و اگر سرپرست خانواده دیگر در شرایط بحرانی نبود، فرزندخواندگی می‌توانست لغو شود.